# Mesopenaeus brucei
Mesopenaeus brucei är en kräftdjursart som beskrevs av Crosnier 1986. Mesopenaeus brucei ingår i släktet Mesopenaeus och familjen Solenoceridae. Inga underarter finns listade i Catalogue of Life.